# Фолькетсвіль
Фолькетсвіль (нім. Volketswil) — місто  в Швейцарії в кантоні Цюрих, округ Устер.

## Географія
Місто розташоване на відстані близько 110 км на північний схід від Берна, 12 км на схід від Цюриха.
Фолькетсвіль має площу 14 км², з яких на 37% дозволяється будівництво (житлове та будівництво доріг), 37,5% використовуються в сільськогосподарських цілях, 24% зайнято лісами, 1,5% не є продуктивними (річки, льодовики або гори).

## Демографія
2019 року в місті мешкало 18 640 осіб (+6,8% порівняно з 2010 роком), іноземців було 24,6%. Густота населення становила 1328 осіб/км².
За віковим діапазоном населення розподілялося таким чином: 21,9% — особи молодші 20 років, 61,8% — особи у віці 20—64 років, 16,3% — особи у віці 65 років та старші. Було 7719 помешкань (у середньому 2,4 особи в помешканні).
Із загальної кількості 11 193 працюючих 63 було зайнятих в первинному секторі, 3360 — в обробній промисловості, 7770 — в галузі послуг.
| Динаміка населення | Динаміка населення          |
| Рік                | Кількість                   |
| ------------------ | --------------------------- |
| 1850               | 2'058 (тільки Фолькетсвіль) |
| 1900               | 1'515 (тільки Фолькетсвіль) |
| 1975               | 9'770                       |
| 1980               | 10'033                      |
| 1998               | 13'500                      |
| 2000               | 14'070                      |
| 2004               | 14'752                      |
| 2007               | 15'804                      |
| 2009               | 16'875                      |
| 2010               | 17'412                      |
| 2011               | 17'572                      |
| 2014               | 18'384                      |

## Особистості
- Дін Кукан — швейцарський хокеїст.